# Sweet Inn
Sweet Inn é uma start-up franco-israelita fundada em 2014. A funcionar na Europa e em Israel, a empresa dispõe de apartamentos de aluguer com serviços de hotel. Em 2017, a oferta de casas de Sweet Inn está composta por 350 apartamentos e a companhia tem 150 empregados.

## Conceito
Em 2013, tendo em conta que o mercado de aluguer de apartamentos está no auge, mas que apresenta problemas de conforto, segurança e questões legais, através de plataformas comunitárias como o Airbnb, Paul Besnainou idealizou um conceito que mistura o conforto que os hotéis proporcionam com a comodidade do lar.
A companhia foi criada em 2014. A Sweet Inn concebe e remodela todos os seus apartamentos, centrando-se «na importância do design, das localizações centrais em prédios típicos das cidades...». Todos os apartamentos têm serviços de concierge de alta gama e a Sweet Inn compete com hotéis de 4 ou 5 estrelas.

## História
A Sweet Inn geriu os seus primeiros apartamentos de aluguer em Paris, Jerusalém e Telavive em 2014, e depois em Bruxelas, Barcelona, Lisboa e Roma em 2015. A companhia pretende alargar a sua oferta a outras cidades europeias e à Ásia em 2018.
Se inicialmente os turistas eram os principais clientes, a Sweet Inn atrai cada vez mais um público de negócios e foi criada uma oferta dedicada ao mesmo.
Em julho de 2017 foi lançada uma aplicação de telemóvel.

## Modelo de negócio
A Sweet Inn funciona no mercado de aluguer de casas, dominado pelas plataformas peer-to- peer, mas tem um modelo de negócio diferente. De facto, a Sweet Inn está a alugar todos os apartamentos através de arrendamentos que cumprem plenamente as leis vigentes em cada país onde se encontra. Por exemplo, para funcionar legalmente em Paris, a empresa só utiliza apartamentos registados como superfícies comerciais.
Os apartamentos de aluguer podem ser reservados diretamente no site da Sweet Inn ou através de agências de viagens online. A partir de 2017, a Sweet Inn realiza 20% das suas vendas desde o seu site e tem como objetivo chegar aos 50% de autonomia.
A Sweet Inn faturou 10 milhões de euros em 2016 e a previsão para 2017 é de cerca de 31 milhões de euros.

## Fundos angariados
Em maio de 2017, vários investidores contribuíram com cerca de 20 milhões de euros. Entre eles encontravam-se o fundo de investimento israelita Qumra Capital, os investidores franceses do clube de investimentos La Maison (gerido por Michel Cicurel e Marc Levy), a luxemburgues holding M.I.3 e o fundo BRM.
Graças a esta angariação de fundos, a Sweet Inn tem como objetivo desenvolver novas ferramentas tecnológicas no campo do revenue management, big data e fidelização, mas também para ampliar a sua oferta de casas.

## Link externo
- SweetInn.com